# Half-Life 2

Half-Life-2-Logo

Half-Life 2 ist ein 2004 veröffentlichter Ego-Shooter von Valve und der Nachfolger des 1998 erschienenen Half-Life.
Das Computerspiel wurde am 16. November 2004 weltweit vom Vertriebspartner Vivendi Universal veröffentlicht und war neben Doom 3 und Far Cry eines der mit besonderer Spannung erwarteten Computerspiele des Jahres. Nach Herstellerangaben wurden weltweit im Einzelhandel über 6,5 Millionen Exemplare von Half-Life 2 verkauft, die Anzahl der über die Vertriebsplattform Steam erfolgten Verkäufe ist nicht bekannt.

## Handlung

### Spielwelt
Durch die Ereignisse aus Half-Life und einem darauf folgenden „Portal-Sturm“ war es einer außerirdischen Rasse namens Combine möglich, die Erde innerhalb von sieben Stunden zu erobern, im Spiel als 7-Stunden-Krieg bezeichnet. Lediglich die Intervention des Black-Mesa-Verwalters Dr. Wallace Breen als Unterhändler der menschlichen Rasse konnte die komplette Vernichtung der Erde abwenden. Dr. Breen wurde aus diesem Grund als Verwalter der Erde eingesetzt, er stellt jedoch nur eine Marionette der Combine dar.
Nach der Eroberung der Erde wurden die überlebenden Menschen in Ballungsräume umgesiedelt. Zu diesem Zweck wurden aus den noch verbliebenen intakten Städten durchnummerierte Städte gebildet. Dort ist den Menschen jegliche Fortpflanzung verboten, was zusätzlich durch sogenannte Hemmfelder unterstützt wird. Von den außerirdischen Diktatoren wird dies damit begründet, dass den Menschen durch die Unterdrückung des Instinkts geholfen werden soll, die nächste Stufe der Evolution zu erreichen. Damit droht die zur Zeit der Combine-Invasion auf der Erde lebende Generation auch die letzte zu sein.
Hauptort der Handlung von Half-Life 2 ist eine Großstadt namens City 17, die in der Nähe einer Küste liegt und in ihrer Architektur sowie aufgrund der zahlreichen kyrillischen Schriftzüge in Osteuropa angesiedelt ist. Wie in anderen Städten haben die Combine eine Zitadelle in Form eines 3,4 km hohen Wolkenkratzers gebaut, weshalb das Leben in der Stadt nur unter Kontrolle der Combine möglich ist.
Die Streitkräfte der Combine bestehen einerseits aus Synths, technisch veränderte außerirdische Wesen die von den Combine versklavt wurden, und andererseits durch Weiterentwicklung menschlicher Technologie wie Helikoptern, Zügen und Automobilen. Die Combine erweiterten ihre militärische Macht auf der Erde durch transhumane Cyborgs, Menschen die durch Gefangennahme, technisch verändert werden und unter Gehirnwäsche gefügig gemacht wurden.
Während der Diktatur ist im Untergrund eine Widerstandsbewegung gegen die Combine entstanden, die hauptsächlich von den ehemaligen Black-Mesa-Arbeitern Dr. Isaac Kleiner, Barney Calhoun, Dr. Eli Vance und dessen Tochter Alyx Vance geführt wird. Unterstützt werden sie von den außerirdischen Vortigaunts und Zivilisten.
Der Rest der Welt außerhalb der Städte ist verwüstet und mit diversen Arten von außerirdischen Lebewesen wie Antlions (Ameisenlöwen), Headcrabs (Kopfkrabben) und Parasiten namens Barnacles bevölkert. Werden Menschen von Headcrabs befallen, entwickeln sie sich zu Zombies.

### Erzählung
| 1. Punktangriff 2. „Ein denkwürdiger Tag“ 3. Kanal-Route 4. Wassergefahr 5. Black Mesa East 6. „Wir gehn nicht nach Ravenholm…“ 7. Highway 17 8. Sandlöcher 9. Nova-Prospekt 9a. Verflechtung 10. Antibürger Eins 11. „Folgt Freeman!“ 12. Unsere Wohltäter 13. Dunkle Energie |

Etwa zwanzig Jahre nach den Ereignissen in Black Mesa wird Gordon Freeman vom G-Man aus seiner Stasis geweckt. Dieser eröffnet ihm, dass er nun wieder „der richtige Mann am falschen Ort“ sei und eine neue Aufgabe zu erledigen habe. Das Bild wechselt in einen fahrenden Zug, der in City 17 ankommt. Ab diesem Zeitpunkt kontrolliert der Spieler den Protagonisten Gordon. Schon bald weckt Gordon das Interesse der Combine und wird vor einer Festnahme nur durch Barney Calhoun gerettet, der sich in die „Zivile Sicherheit“ der Combine eingeschlichen hat und Gordon zu Dr. Kleiners Labor schickt. Auf dem Weg dorthin wird Gordon jedoch erneut von den Sicherheitskräften entdeckt und muss fliehen, wobei ihm Alyx Vance zur Hilfe kommt und ihn in das versteckte Labor führt.
Dort angekommen erhält Gordon einen H.E.V.-Suit (Schutzanzug) und soll nun zusammen mit Alyx nach Black Mesa East teleportiert werden, wo ihr Vater arbeitet. Alyx gelangt dorthin, die Teleportation von Gordon schlägt aufgrund Dr. Kleiners Haustier, der Kopfkrabbe Lamarr, fehl, weshalb er außerhalb von Dr. Kleiners Labor landet. Von Barney bekommt er die aus dem ersten Teil bekannte Brechstange und macht sich alleine auf den Weg nach Black Mesa East.
Mit der Sicherheitspolizei im Nacken arbeitet sich Gordon durch die Kanalisation von City 17 und trifft dabei auf eine Gruppe von Rebellen, die ihn mit einem Sumpfboot ausstatten, damit er den Weg durch die Wasserkanäle schneller fortsetzen kann. Nachdem er in einem kleinen Rebellenstützpunkt eine Waffe für sein Boot erhalten hat und sich mit dieser gegen einen Kampfhubschrauber behaupten konnte, kommt er in Black Mesa East an.
Dort erhält Gordon einige Informationen über die Umstände von City 17 und bekommt von Alyx die Gravity Gun. Nach einem kleinen Training zusammen mit Alyx’ Roboter Dog zur Handhabung dieser Waffe wird Black Mesa East von den Combine angegriffen. Die einzige verbleibende Fluchtmöglichkeit bietet ein Tunnel nach Ravenholm. Auf Wunsch der anderen flieht Gordon durch den Tunnel, um die Combine aufzuhalten.
Nach diversen Kämpfen gegen Zombies gelangt Gordon mit Hilfe von Pater Grigori in Ravenholm durch eine Mine an die Oberfläche eines Stollens und trifft schließlich auf den Stützpunkt Shoreside Point der Widerstandskämpfer. Dort erfährt er außerdem per Funk von Alyx, dass Dr. Vance und Dr. Mossman von den Combine gefangen genommen wurden und im Hochsicherheitsgefängnis Nova Prospekt gefangen gehalten werden. Deshalb erhält Gordon einen Scout-Buggy, mit dem er die von Antlions besiedelte Küste entlang fährt, um sich für eine Befreiungsaktion in Nova Prospekt mit Alyx Vance zu treffen. Unterwegs hilft er den Rebellenstützpunkten New Little Odessa und Lighthouse Point, sich gegen Angriffe der Combine zu verteidigen. Aus einem besiegten Antlion Guard (Ameisenlöwenwache) erhält er Pheropods, mit denen er nun die Antlions kontrollieren und für sich kämpfen lassen kann.
In Nova Prospekt angekommen, kämpft sich Gordon mithilfe der Antlions durch den alten Gefängnisbereich der Anlage, der von den Combine zur Abwehr der Antlions schwer gesichert wurde. Schließlich erreicht er den neu errichteten Teil und trifft dort auf Alyx, mit der er schließlich Dr. Vance findet. Als sie nach einem Teleporter Ausschau halten, erfahren sie, dass Dr. Vances Assistentin Dr. Mossman mit Dr. Breen kooperiert und einen Sabotageakt begeht, indem sie sich und Dr. Vance in die Zitadelle teleportiert.

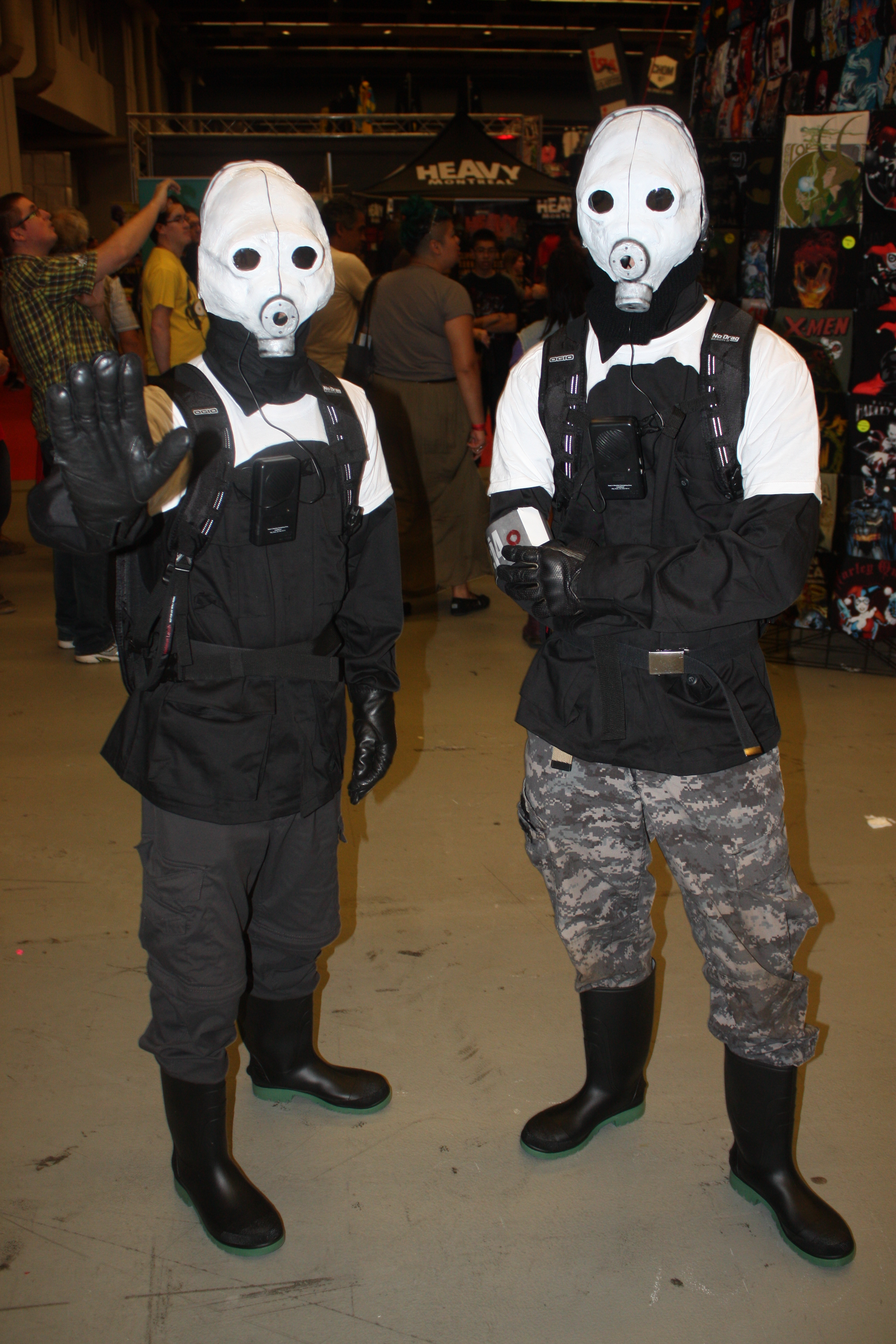
Zwei als Mitglieder des Combine-Wachschutz verkleidete Cosplayer

Alyx und Gordon fliehen per Teleporter zu Dr. Kleiners Labor. Durch einen Fehler dauert der Teleportationsprozess eine Woche, die die beiden in wenigen Sekunden erleben. In dieser Zeit haben ihre Aktivitäten in Nova Prospekt einen bewaffneten Aufstand in City 17 ausgelöst. Während sich die Menschen offen gegen die Combine auflehnen, kann Gordon das Chaos nutzen, um in die Zitadelle einzudringen.
Mithilfe einer Transportkapsel erreicht er das Büro von Dr. Breen, wo Gordon auch auf Alyx, Dr. Vance und Dr. Mossman trifft. Dr. Breen versucht Gordon davon zu überzeugen, seine Bemühungen für „das Gute“ einzusetzen und die Rebellion zu beenden. Dr. Mossman verschließt jedoch die Türen und eröffnet Dr. Breen, sie habe die Combine nur infiltriert, um seine Herrschaft zu beenden. Gordon und Alyx verfolgen den flüchtenden Dr. Breen, während Dr. Mossman Eli Vance in Sicherheit bringt. Um zu verhindern, dass Dr. Breen mit dem Teleporter flieht, bringt Gordon den Reaktor der Zitadelle zur Explosion. In diesem Moment stoppt der G-Man die Zeit und hält so die Explosion vorerst auf. Er gratuliert Gordon Freeman zu seiner guten Arbeit und will ihn zurück in Stasis versetzen.

## Spielprinzip
Das Gameplay von Half-Life 2 ist weitestgehend gleich mit dem von Half-Life. Wie schon der Vorgänger ist auch Half-Life 2 in Kapitel aufgeteilt, die wiederum in kleinere Abschnitte gegliedert sind. Die Handlung verläuft linear. Um das Spiel und dessen Atmosphäre abwechslungsreicher zu gestalten, gibt es oft Neues zu sehen, diverse Aufgaben, verschiedene Gegnerarten und damit gesonderte Kampfbedingungen. So kämpft man sich durch Industriegebiete, weit überschaubare sonnige Landschaften, eine düstere Geisterstadt, urbane oder futuristische Räumlichkeiten, vom Krieg zerstörte Stadtviertel und klettert auf dem Stahlgerüst einer großen Eisenbahnbrücke über einem Abgrund entlang.
Wie bereits Half-Life beinhaltet das Spiel Rätsel, die in Half-Life 2 hauptsächlich aus physikalischen Denkaufgaben bestehen. Der Spieler muss beispielsweise eine Wippe in eine Rampe umfunktionieren, indem er das eine Ende mit Betonblöcken beschwert. Alternativ konstruiert er aus den Betonblöcken eine simple Treppe. Der Einsatz von Physik betrifft auch den Kampf mit dem Gravitron. Diese neuartige Waffe spielt eine entscheidende Rolle im Spiel und gewährt dem Spieler eine Vielfalt an kreativen Einsatzmöglichkeiten. Mit ihr können Objekte angehoben und auf Gegner geworfen oder als improvisierter Schild festgehalten werden. Dies kann dazu genutzt werden, außer Reichweite befindliche Gegenstände zu erreichen, gegnerische Handgranaten zurückzuwerfen und improvisierte Brücken zu errichten. Nachdem der Gravitron gegen Ende des Spiels bestrahlt wurde, können auch die Gegner selbst damit herumgeschleudert werden.
Fahrzeuge sind eine weitere Ergänzung des Gameplays. Der Spieler kann im Verlauf des Spiels drei Fahrzeuge steuern: Ein Sumpfboot, mit dem man durch ein Netz von Kanälen reist, einen Buggy, mit dem der Spieler zu einem Leuchtturm gelangt und in Episode Two einen Dodge Charger, mit dem der Spieler zur Raketenbasis White Forest gelangt. Das Sumpfboot ist anfangs unbewaffnet, wird aber im Spielverlauf mit einer außerirdischen Waffe von einem abgestürzten Hubschrauber ausgerüstet. Der Buggy ist mit einer Gauß-Kanone-Tau-Gun bewaffnet. Ein Schutzanzug namens H.E.V.-Suit soll eine nachvollziehbare Gestaltung für das eher abstrakte Spielelement von Lebensenergie und regenerationsfähiger Rüstung bieten. Indem er die Spielfigur mit diversen Funktionen schützt und medizinisch versorgt, kann der Spieler beispielsweise mehrere Projektile abbekommen und trotzdem weiterkämpfen.

### Erzählform

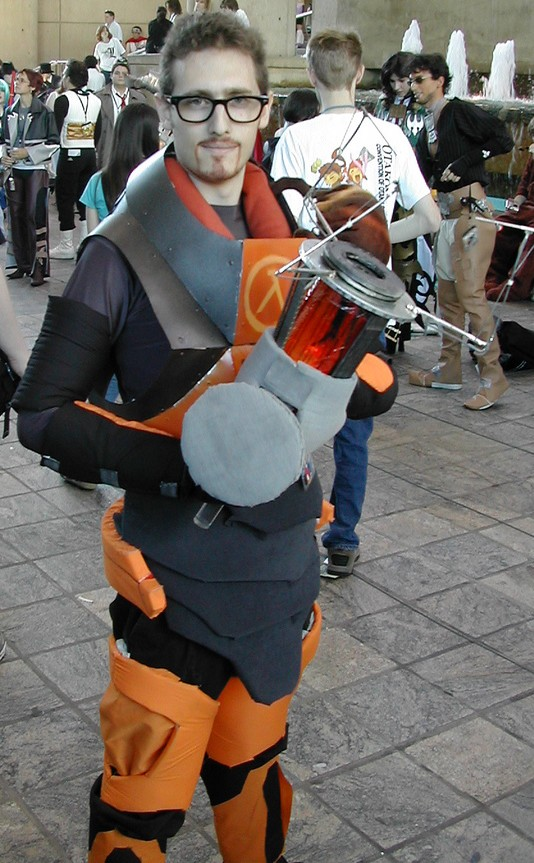
Der Protagonist des Spiels, Gordon Freeman, dargestellt durch einen Cosplayer

Half-Life 2 enthält bewusst kein Intro, in dem die Vorgeschichte zum Spiel erklärt wird. Auf Zwischensequenzen, die Dialoge und Ereignisse in Abwesenheit vom Protagonisten Gordon Freeman zeigen, wurde ebenfalls verzichtet, damit die einheitliche Perspektive von Spieler und Spielfigur nicht aufgehoben wird. Da Gordon anscheinend nicht weiß, was in den letzten zwanzig Jahren passiert ist, weiß es der Spieler auch nicht und erfährt erst im späteren Spielverlauf über die Hintergründe der Ereignisse. All dies soll zur besseren Identifikation mit der Hauptfigur beitragen.
Aus diesem Grund wurde auch auf ein separates Tutorial verzichtet. Da der Spieler ebenso wie Gordon situationsbedingt gewisse Dinge erlernen muss, integriert Half-Life 2 Tutorialaufgaben in die eigentliche Geschichte und beinhaltet On-Screen-Anweisungen zu den Spielkontrollen, damit man sich an Spielmechanik und Waffen gewöhnen kann (auf die gleiche Weise wurden schon in der Quake-Serie Tutorials in das Spielgeschehen eingebunden). Einige Beispiele dafür sind ein frühes Ereignis im Spiel, bei dem der Spieler eine Dose „aufheben“ und in den Mülleimer „werfen“ muss oder die Einleitung zur Benutzung des Gravitrons durch Alyx Vance.
Während des Spiels bleibt Gordon außerdem stets stumm, damit der Spieler besser in seine Rolle schlüpfen kann, weil er keine voreingestellten Verhaltensmuster und Sichtweisen annehmen muss und somit die Charakterauslegung relativ frei gestalten kann.

### Nicht-Spieler-Charaktere
Die zwischenmenschlichen Beziehungen zwischen Gordon Freeman und den Nicht-Spieler-Charakteren (Non-Player-Character/NPC) wie Alyx Vance wurden gegenüber Half-Life verbessert. Im Vorgänger traf man in bestimmten Situationen auf Black-Mesa-Mitarbeiter, die dem Spieler halfen oder selbst Hilfe benötigten. Diese NPCs spielten für den weiteren Handlungsverlauf allerdings meistens keine entscheidende Rolle. In Half-Life 2 wird man jedoch öfter von denselben Personen unterstützt, was Gabe Newell als Idee einer Single Player Co-Op (Einzelspieler-Kooperation) bezeichnet. In mehreren Kapiteln wird man von Alyx Vance oder Barney Calhoun begleitet. Durch Aussagen, Mimik und Verhalten dieser Charaktere wird deutlich gemacht, dass die Vertrautheit zwischen ihnen wächst. Gegen Ende von Half-Life 2 und in Episode One zeigt Alyx Besorgnis gegenüber Gordon oder fängt an, Späße mit ihm zu machen.
Doch nicht nur im zwischenmenschlichen Bereich, sondern auch am Verhalten der Nicht-Spieler-Charaktere wurde gearbeitet. Da die Spielfiguren menschlicher wirken sollen, erhielten sie verschiedene Charaktereigenschaften und wurden emotionaler gestaltet. Barney ist beispielsweise ein Kumpeltyp, der immer für einen Spaß zu haben ist. Ein Beispiel für das Zeigen von Emotionen ist Alyx, die eine Pause benötigt, sich an eine Wand lehnt und tief durchatmet, bevor sie weitergehen kann, nachdem sie vorher mit Gordon eine Zugentgleisung überlebt hat.
Wenn der Spieler nicht von einer der Hauptfiguren begleitet wird, unterstützen ihn in zwei Kapiteln bis zu vier Rebellen, die aktiv ins Kampfgeschehen eingreifen und den Spieler mit Medizin und Munition versorgen.

### Mehrspielermodus
Zum Zeitpunkt der Erstveröffentlichung enthielt das Spiel keinen Mehrspielermodus. Am 30. November 2004 veröffentlichte Valve auf Steam Half-Life 2: Deathmatch, den offiziellen Mehrspielermodus für Half-Life 2. Der Mehrspielermodus wird separat installiert und enthält die Spielmodi Deathmatch und Team-Deathmatch sowie zwei nachträglich mit einem Update integrierte und nicht im Hauptspiel enthaltene Waffen: Den elektrischen Schlagstock der Combine-Cyborgs und eine Landmine, die entweder ferngezündet werden kann oder auslöst wenn sich jemand durch ihre Laserschranke bewegt. Die Spieler haben die Möglichkeit, mit ihrem Spielcharakter als Rebell oder auf der Seite der Combine zu spielen.
Der Mehrspielermodus enthielt am Erscheinungsdatum nur zwei Karten, weitere Karten wurden mit Updates nachgereicht. Des Weiteren veranstaltete Valve einen Mapping-Wettbewerb, bei dem die drei bestplatzierten Teilnehmer insgesamt 11.000 US-Dollar Preisgeld und die Übernahme ihrer Karten in den Mehrspielermodus gewinnen konnten.

## Entwicklung und Veröffentlichung
Der Spieleentwickler Valve begann mit der Entwicklung von Half-Life 2 im Juni 1999. Die Entwicklungskosten für Half-Life 2 beliefen sich laut Wirtschaftsexperten auf circa 40 Mio. US-Dollar. In den Entwicklungskosten für das Spiel sind die Investitionen in die Vertriebsplattform Steam enthalten.
Der ursprüngliche Veröffentlichungstermin von Half-Life 2 war der 30. September 2003. Am 29. Juli 2003 verkündete der Publisher Vivendi Universal in einer Pressemitteilung, dass das Spiel erst im vierten Quartal 2003 erscheinen soll. Die Verschiebung des Spiels wurde zunächst von Valve dementiert. Eine Woche vor diesem Termin verschob Valve jedoch die Veröffentlichung auf unbestimmte Zeit. Gründe wurden nicht genannt, als möglicher Ausweichtermin kam nun doch Weihnachten 2003 in Frage.
Am 1. Oktober 2003 gab Valve überraschend bekannt, dass der Quelltext von Half-Life 2 unerlaubt kopiert und in Umlauf gebracht wurde. Nachdem sogar eine spielbare Alpha-Version im Internet erschien, verschob Vivendi Universal die Veröffentlichung des Spiels auf April 2004; im Februar 2004 wurde das Spiel auf den Sommer verschoben. Begründet wurde diese Entscheidung mit der Tatsache, dass Teile des Spiels umgeschrieben werden mussten. Später gab Valve in einer Stellungnahme zu, dass das Spiel auch ohne den Leak hätte verschoben werden müssen, da der ursprüngliche Termin nicht einhaltbar war. Schließlich wurde der „Preload“ für den 19. August angekündigt, der am 26. August 2004 offiziell begann. Mit dem Preload wurden die ersten Spieldaten online auf den eigenen PC übermittelt.

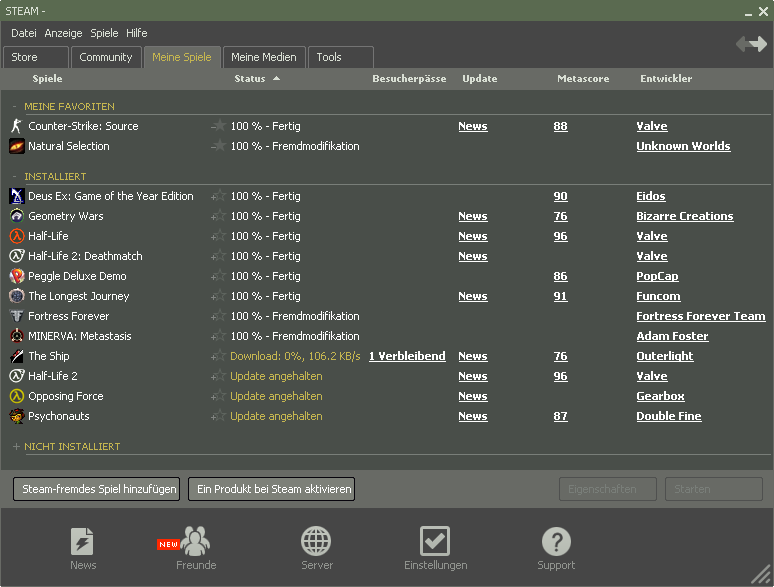
Interface der Vertriebsplattform Steam, über das Half-Life 2 aktiviert werden musste und heruntergeladen werden konnte.

Im Mai 2003 präsentierte Valve Half-Life 2 auf der Computerspielmesse E3 am Stand des Sponsors ATI. In einem kleinen Raum wurden alle dreißig Minuten Besucher hereingelassen, die eine vom Valve-Geschäftsführer Gabe Newell persönlich geführte Präsentation über das Spiel mitverfolgten. Eine weitere Darbietung konnten die Besucher der E3 im Mai 2004 erleben, bei der Valve mit einem eigenen Messestand vertreten war. Wie im Vorjahr wurde neben einem Trailer eine Präsentation gezeigt, bei der besonders die in Half-Life 2 enthaltene Physik-Engine und ihre Fähigkeiten sowie die verbesserte Künstliche Intelligenz demonstriert wurden.
Im Zusammenhang mit den Terminverschiebungen wurde Half-Life 2 von Kritikern als ein Vaporware-Produkt angesehen, da ein möglicher Termin noch nicht offiziell bestätigt wurde. Das Spiel erhielt vom US-Magazin Wired deshalb den Vaporware-Award 2003. Noch wenige Tage vor dem angekündigten Veröffentlichungsdatum im September 2003 hielt Valve auf gemeinsamen PR-Terminen mit ATI an diesem Termin fest. ATI zahlte mehrere Millionen Dollar an den PR-Partner Valve, um mit dem angeblich fast fertigen Spiel für ihre Grafikkarten werben zu können.
Grafikkarten der XT-Serie von ATI sowie bestimmter anderer Hersteller (z. B. Asus) lagen Ende 2003 Gutscheine für das Spiel bei. Bis zu dem mehr als ein Jahr späteren Veröffentlichungstermin von Half-Life 2 konnten die Gutscheinbesitzer über Steam die Betaversion von Counter-Strike: Source kostenlos anspielen. Die Gutscheine mussten allerdings über einen amerikanischen Versandhändler eingelöst werden.
Half-Life 2 ist über die Vertriebsplattform Steam und im Einzelhandel erhältlich. Auch wer das Spiel im Handel kauft, benötigt einen Internetanschluss, um Half-Life 2 registrieren zu können. Somit können Besitzer ohne Internetverbindung das Spiel nicht legal spielen.
In der Nacht zum 27. August 2004 begann für Online-Kunden über Steam der „Preload“. Hierbei wurden online die ersten Spieldaten auf den eigenen PC übermittelt, die schließlich nach der fünften Preload-Phase zum Spielen freigegeben wurden. Gleichzeitig kam es zwischen Valve und dem Publisher Vivendi Universal zu einem Rechtsstreit wegen des neuartigen parallelen Vertriebswegs Steam. Der geplante Erscheinungstermin von Half-Life 2 wurde hierdurch jedoch nicht wesentlich verzögert.
Am 16. November 2004 um 09:00 Uhr MEZ wurde Half-Life 2 zusammen mit Counter-Strike: Source veröffentlicht. Am 2. Dezember erschien auf Drängen der Community hin ein zuvor nicht angekündigter und eigentlich nicht geplanter „Deathmatch“-Modus, gleichzeitig mit dem kompletten Software Development Kit.
Eine Collector’s Edition folgte am 3. Dezember 2004, die neben dem Spiel auch ein T-Shirt, eine Leseprobe des Lösungsbuches sowie das Buch Half-Life 2: Raising the Bar enthält. Raising the Bar beschreibt die Entwicklung von Half-Life 2. In Europa wird die Collector’s Edition im Gegensatz zur amerikanischen Pappbox in einer Metallbox ausgeliefert. In Deutschland ist die Collector’s Edition jedoch nur als Importversion erhältlich, da die Source-Version des in Deutschland ehemals von der BPjS indizierten US-Half-Life enthalten ist.
Nach einem Rechtsstreit über die Lizenzierung von Half-Life 2 an Internet-Café-Betreiber, kündigten Valve und Vivendi Universal ihre Partnerschaft zum 31. August 2005 auf. Da die Trennung schon im April feststand, konnte Valve bereits im Juli 2005 mit EA Games einen neuen Vertriebspartner finden, der am 27. Oktober 2005 die Game of the Year Edition veröffentlichte, die außer Half-Life 2 auch Counter-Strike: Source, Half-Life: Source und Half-Life 2: Deathmatch enthält. Seit dem 2. November 2006 gibt es die Half-Life-2-Weihnachtscollection, die Half-Life 1 Source, das Half-Life-2-Hauptspiel, Half-Life 2 Deathmatch sowie die Episode 1 beinhaltet. Am 8. November 2006 erschien zudem die Half-Life 2 Platinum Collection, die zusätzlich zum Inhalt der GOTY-Edition noch Episode One und Day of Defeat: Source bietet
Half-Life 2 wurde am 15. November 2005 nach der Portierung durch EA Games auch für die Xbox veröffentlicht. Auf einer Pressekonferenz des Vertriebspartners am 13. Juli 2006 gab Gabe Newell bekannt, dass Half-Life 2 (inklusive Episode One, Episode Two, Team Fortress 2 und Portal) auch für die neuen Spielkonsolen PlayStation 3 und Xbox 360 erhältlich sein wird. Dieses Spielepaket sollte für beide Konsolen gleichzeitig mit der Veröffentlichung von Episode Two für den PC erscheinen, was am 30. Oktober 2007 für die Xbox 360 in Form der Orange Box geschah.

### Leak
Im Zeitraum um den 19. September 2003 herum konnte sich ein Cracker durch eine Sicherheitslücke im E-Mail-Programm Microsoft Outlook XP Zugriff auf das interne Netzwerk von Valve verschaffen und so den Quelltext von Half-Life 2 kopieren. Gabe Newell bestätigte dies in einer Meldung am 1. Oktober desselben Jahres offiziell.
Fünf Tage nach der illegalen Veröffentlichung des Quelltextes tauchte eine spielbare Alpha-Version von Half-Life 2 auf. Diese wurde aus dem Quelltext kompiliert und zeigte zusammen mit dem ebenfalls entwendeten halbfertigen Map-Tree eine unfertige Version von Half-Life 2. Es war mit ihr auch schon möglich, eigene Maps und Mods zu erstellen. Diese Version tauchte sogar professionell verpackt auf dem Schwarzmarkt in Russland auf.
Gabe Newell rief deswegen die Half-Life-Fangemeinde auf, bei der Ermittlung der Täter zu helfen, woraufhin tausende Hinweise eingegangen seien. Außerdem verschoben Valve und Vivendi Universal den Veröffentlichungstermin des Spiels; angeblich nur, weil sie dem FBI bei den Ermittlungen helfen wollten und weil der Quelltext Cheatern einen ungeplanten Wissensvorsprung ermögliche, weshalb Teile umgeschrieben werden müssten. Später gab Valve aber zu, dass man den eigentlichen Veröffentlichungstermin sowieso nicht hätte einhalten können.
Im Juni 2004 gab Valve in einer Pressemitteilung bekannt, dass das FBI einige Leute verhaftet habe, die in Verdacht des Quelltext-Leaks standen. Die Ermittlungen ergaben, dass Half-Life 2 vermutlich von „Axel G.“ illegal veröffentlicht wurde, ein mutmaßlicher Cracker aus Deutschland mit dem Spitznamen „Ago“. In den USA war seitens des Herstellers und der Ermittlungsbehörden zuerst versucht worden, den Hacker durch das Angebot, als Sicherheitsberater zu arbeiten, ins Land zu locken und ihn dort festzunehmen. Nach Hinweisen an deutsche Behörden wurde Axel G. aber dann vom Landeskriminalamt Baden-Württemberg festgenommen. Dieser gab nach der Festnahme unter anderem zu, dass er mit anderen Crackern die Trojaner „Agobot“ und „Phatbot“ programmiert und mithilfe des Sasser-Computerwurms verbreitet habe.
Nach Schätzungen US-amerikanischer Ermittlungsbehörden beläuft sich der Schaden des Leaks auf mehr als einhundert Millionen US-Dollar (allerdings noch unter der Annahme, dass die Verzögerung beim Release ausschließlich durch den Leak entstanden ist). Bei dem Gerichtsprozess im November 2006 in Deutschland stellte sich jedoch heraus, dass der Betreffende den Code nicht selbst veröffentlicht hatte, sondern der von ihm entdeckte Zugang von anderen genutzt wurde, die dann den Code als Torrent verbreiteten.

### Rechtsstreitigkeiten zwischen Valve und Vivendi Universal
Während der Entstehung von Half-Life 2 warfen sich Valve und Vivendi Universal in der Öffentlichkeit vor, die Entwicklung und damit die Auslieferung des Spiels verzögert zu haben. Dass die beiden Parteien schon seit dem 14. August 2002 in einem Rechtsstreit miteinander lagen, wurde allerdings erst am 20. September 2004 durch die Webseite Gamespot.com publik gemacht. Dabei ging es hauptsächlich um die Lizenzierung an Internetcafé-Betreiber. Schließlich ist dies insbesondere für den asiatischen Markt von größerer Bedeutung, da dort Internetcafés sehr populär sind, unter anderem wegen mangelnder Breitband-Internetzugänge für private Haushalte außerhalb der großen Metropolen wie Hongkong.
Laut Vivendi Universal beinhaltet der Vertriebsauftrag, den man mit Valve unterzeichnete, auch Internetcafés. Demnach hätte Vivendi Universal die Rechte an der Verbreitung in Internetcafés und nicht Valve über dessen Vertriebsplattform Steam. In seinem Urteil am 29. November 2004 untersagte Richter Thomas S. Zilly vom United States District Court (Bundesbezirksgericht) in Seattle jedoch Vivendi Universal die direkte und indirekte Verbreitung von Valve-Spielen an Internetcafés, gemäß dem bestehenden Vertriebsabkommen zwischen den Firmen.
Noch während dieses Prozesses kam es zu einer Gegenklage von Vivendi Universal gegen Valve, in der man den Half-Life-2-Entwicklern Unehrlichkeit und Täuschung vorwarf. Bei den 2001 neu vereinbarten Verträgen wurde festgelegt, dass Valve den Onlinevertrieb selbst übernehmen kann und die alleinigen Rechte an den Spielen wie Half-Life 2 hat. Valve habe Vivendi Universal dabei allerdings nicht über die Pläne zur Vertriebsplattform Steam informiert, weshalb sich das Unternehmen getäuscht fühlte – schließlich erhielt Vivendi Universal kein Geld für Spiele, die direkt über Steam gekauft wurden.
Am 29. April 2005 einigten sich die beiden Entwickler in diesem Fall auf einen Vergleich, der neben dem Vertriebsstopp Vivendi Universals an Internetcafés die Beendigung der Zusammenarbeit beider Unternehmen zum 31. August 2005 beinhaltete. Seitdem dürfen Spiele von Valve nur dann kommerziell von Internetcafé-Betreibern genutzt werden, wenn sie an dem auf Steam basierenden Valve Cyber Café Program teilnehmen. EA Games ist seit Juli 2005 neuer Vertriebspartner von Valve.

### Abmahnung vom Verbraucherzentrale Bundesverband
Die Dachorganisation der Verbraucherzentralen in Deutschland ist der Verbraucherzentrale Bundesverband, der Valve und Vivendi Universal im Januar 2005 in Zusammenhang mit Half-Life 2 abgemahnt hat. Die Verbraucherschützer warfen den beiden Unternehmen hauptsächlich vor, dass auf der Verpackung des Spiels nicht ersichtlich war, dass zum Installieren des Ego-Shooters ein Internetanschluss sowie ein Steam-Konto zwingend erforderlich sind. So wurde in dem Abmahnschreiben geschrieben:

„Unter dem Begriff ‚Internetverbindung‘ versteht der Durchschnittsverbraucher lediglich, dass, wie bei allen gängigen Singleplayerspielen, das Spiel von jeglichem Internetzugang aus betrieben werden kann.“

Dies sei laut der Verbraucherzentrale Bundesverband bei Half-Life 2 nur bedingt der Fall gewesen, weil auch zwangsweise Steam mit dem Spiel installiert würde und so über das Internet bedeutende Spieldaten heruntergeladen würden, was bei Nutzern ohne Breitband-Internetzugängen langwierig sein könne. Ein weiterer Kritikpunkt war die mit Steam verbundene Online-Registrierung, die für jeden Pflicht ist und wodurch die Half-Life-2-Seriennummer an eine Person gebunden werde. Die Verbraucherschützer kritisierten, dass den Käufern so die Möglichkeit genommen wird, das Spiel weiterzuverkaufen oder gebraucht zu erwerben. In der Abmahnung hieß es:

„Ein Hinweis auf diese gravierenden außergewöhnlichen Einschränkungen erfolgt nicht auf der Verpackung des Spiels.“

Mit der Annahme, dass man deswegen Half-Life 2 nur auf einem Computer installieren könnte, lagen die Verbraucherschützer allerdings falsch, da es Steam erlaubt, ein Konto auf mehreren Rechnern zu nutzen, solange nicht gleichzeitig von verschiedenen PCs aus auf das Programm zugegriffen wird. Der Verbraucherzentrale Bundesverband übte auch Kritik an der allgemeinen Gültigkeit der Allgemeinen Geschäftsbedingungen (AGB), weil diese nur auf Englisch verfasst gewesen seien. Die Verbraucherschützer beriefen sich aber darauf, dass die Verständlichkeit der AGB voraussetze, dass sie auf Deutsch abgefasst sind. Zudem würde eine Klausel im Steam Subscriber Agreement (Steam Abonnenten-Abkommen) dem Käufer suggerieren, dass die AGB trotzdem gültig sind, was aber unwirksam sei.
Durch eine in der Abmahnung enthaltene strafbewehrte Unterlassungserklärung forderte der Verbraucherzentrale Bundesverband Valve und Vivendi Universal dazu auf, die im Abmahnschreiben erwähnten Kritikpunkte zu beheben. Den beiden Unternehmen drohte deshalb bei Missachtung eine Konventionalstrafe von bis zu 6000 Euro pro verkauftem Spiel. Im März 2005 unterzeichnete Vivendi Universal einen Teil der Unterlassungserklärung und machte daraufhin deutlicher auf die nötige Internetverbindung auf der Verpackung aufmerksam. Valve reagierte mit einer eingeschränkten Übertragbarkeit der Steam-Konten.

### Zensur und Jugendschutz
Half-Life 2 und Episode 1 erhielten ursprünglich ohne Schnitte und Veränderungen eine Freigabe der USK. Lediglich Episode 2 wurde zensiert. Das Blut ist dort grau eingefärbt und getötete Gegner verschwinden sofort. Mittlerweile ist Episode 1 aber auch zum Teil geschnitten, sodass auch hier getötete Gegner unmittelbar verschwinden.
Der Steam-Support gibt an, dass diese Änderungen nötig waren um die Vorgaben der Bundesprüfstelle für jugendgefährdende Medien zu erfüllen. Auch die in Österreich und Schweiz erhältliche deutsche Version ist zensiert, da aus Kostengründen nur eine deutschsprachige Version produziert wurde (wobei ausländische Versionen – z. B. aus Großbritannien – mittels Einstellung in Steam auf die deutsche Tonspur umgeschaltet werden können). Jedoch können Käufer aus Österreich und der Schweiz gegen Vorlage der Rechnung und des Registrierungsschlüssels auf Anfrage beim Steam-Support die Orange Box auf die ungeschnittene Fassung umstellen lassen.

## Fortsetzungen
Die drei Episoden werden als Standalone-Titel bezeichnet, da sie ohne das Hauptspiel lauffähig sind. In einem Interview mit dem britischen Spieleportal Eurogamer bestätigte Gabe Newell, dass die drei Episoden die Fortsetzung Half-Life 3 darstellen. Die Entwickler haben sich für diese Idee entschieden, weil sie die Fangemeinde nicht wieder sechs Jahre auf eine Fortsetzung warten lassen wollten. In jeder der drei Episoden übernimmt der Spieler die Rolle von Gordon Freeman. Die Haupthandlung von Half-Life 2 wird in jeder der drei Episoden fortgeführt und erläutert. Gabe Newell und sein Entwickler-Team haben sich bei den Episoden auf die Post-Combine-Welt spezialisiert.

### Episode One
Half-Life 2: Episode One erschien am 1. Juni 2006 weltweit für den PC. Am 8. April 2005 wurde das Spiel offiziell in der britischen Ausgabe der PC Gamer unter dem Spieltitel Half-Life 2: Aftermath angekündigt. Im Februar 2006 hat Valve das Spiel in Half-Life 2: Episode One umbenannt. Das Spiel setzt die Geschehnisse des Hauptspiels fort und führt den Spieler in die Zitadelle zurück. Der Spieler steuert den Protagonisten Gordon Freeman durch insgesamt fünf Kapitel, die mithilfe von Alyx gelöst werden müssen. Zu den Neuerungen zählen die eingesetzte HDRR-Technologie und das erweiterte Animationssystem der Charaktere. Außerdem haben die Entwickler einen Commentary Mode (Kommentar-Modus) eingebaut, der dem Spieler an bestimmten Stellen einige Informationen zeigt.
Das Spiel wurde von der Fachpresse unterschiedlich aufgenommen. Das deutsche Computerspiel-Magazin PC Games bezeichnet das Spiel als einen „inspirierten Remix der besten Spielelemente von Half-Life 2“. Der Spielredakteur der PC Action kritisiert die kurze Spieldauer von sechs Stunden. Des Weiteren werden die „unveränderten“ Schauplätze, Gegner und Waffen als Kritikpunkte verwendet.

### Episode Two
Half-Life 2: Episode Two wurde am 10. Oktober 2007 über Steam kostenpflichtig freigegeben. Die offizielle Verkaufsversion ist in der Spielesammlung The Orange Box enthalten. Diese Spielesammlung enthält neben dem Hauptspiel und den zwei Episoden auch das Puzzlespiel Portal und den Mehrspieler-Shooter Team Fortress 2. Die Versionen für Xbox 360 und PlayStation 3 erschienen in Europa am 16. November 2007. Das Standalone-Spiel setzt die Geschehnisse der ersten Episode fort und führt den Spieler durch insgesamt sieben Kapitel, die jeweils unterschiedlich aufgebaut sind. Die Entwickler haben sich bei der Gestaltung der Level auf Abwechslung konzentriert. Im Gegensatz zur ersten Episode steuert der Spieler die Spielfigur durch mehr Außenareale, die durch den Einsatz der modifizierten Source-Engine einen lebendigen Eindruck vermitteln. Die Source-Engine wurde in den Bereichen der Beleuchtung und des Schattenwurfs optimiert. Außerdem wurde eine optimierte Physik eingefügt, die es erlaubt, große Explosionen mit vielen Details anzuzeigen und das ohne große Einbußen der Bildfrequenz.

### Episode Three
Über den Inhalt von Episode Three ist noch nicht viel bekannt. In einem Interview mit dem Geschäftsführer von Valve deutete dieser lediglich an, dass der G-Man und die Beziehung zu ihm eine größere Rolle spielen werden und dass die Handlung teilweise in der Arktis spielen könnte. Durch den Spielverlauf von Episode Two wird offengelegt, dass in der dritten Episode ein ehemaliges Forschungsschiff von Aperture Science (selbiges Unternehmen macht die Tests in Portal), die Borealis, zerstört werden muss, um zu verhindern, dass erneut ein Portal zur Combine-Welt geöffnet werden kann. In Portal 2 gibt es einen versteckten Korridor, der zu einem verlassenen Trockendock führt, an dem es Rettungsreifen mit der Aufschrift Borealis gibt. Das Schiff ist allerdings verschwunden, wie es dem Spieler in Episode Two auch schon erklärt wird. Das zunächst für Episode Three angekündigte Erscheinungsdatum im Frühjahr 2009 konnte nicht eingehalten werden.
Newell hat sich in einem Gespräch mit der amerikanischen Tageszeitung Washington Post über die Entwicklung von Half-Life 3 (oder auch Half-Life 2: Episode 3) geäußert. Er begründete, warum es bisher nicht jedes Jahr einen neuen Ableger der Half-Life-Serie gab. Die Angestellten bei Valve, die für die Half-Life-Serie verantwortlich sind, hätten mit einer Fortsetzung dieser Serie durchaus Erfolg haben können. Doch die Programmierer der Half-Life-Serie wollten sich intensiver mit Mehrspieler-Spielen beschäftigen. Möglich machte dies die flache Hierarchie bei Valve. Dank ihr haben die Mitarbeiter bei Valve weitreichende Freiheiten und können deshalb selber entscheiden, wann sie an welchem Projekt arbeiten wollen. Außerdem wird die Hoffnung auf einen dritten Teil noch erweitert. Valve hat sich bei OHIM, einer europäischen Behörde zur Sicherung von Markenrechten, die Markenrechte an Half-Life 3 gesichert. Die englischsprachige Website Gematsu konnte angeblich einen Blick auf eine interne Projektdatenbank von Valve werfen. Nach den Angaben von Gematsu sind dort zwei Entwicklerteams zu finden. Ein Team für „Half-Life 3“, und ein anderes für „Half-Life 3 Core“. Demnach arbeiten 46 Projektmitglieder an Half-Life 3 und zehn weitere an Half-Life 3 Core. Doch das alles bestätigt die Entwicklung des Spieles nicht. Valve hat sich noch nicht dazu geäußert, ob das Spiel überhaupt in der Entwicklung ist.
Am 24. März 2020, einen Tag nach der Veröffentlichung des Prequels Half-Life: Alyx, sprach Entwickler Dario Casali mit IGN über Episode Three. So realisierte Valve, dass der ursprüngliche Plan, jährlich eine neue Episode zu veröffentlichen, nicht umzusetzen sei, da die Entwickler zu ambitioniert waren und der Entwicklungsaufwand stieg. Außerdem wolle Valve sich auf die Entwicklung der Source 2 Engine fokussieren, um nicht beide Projekte gleichzeitig stemmen zu müssen.

## Technik
Half-Life 2 verwendet die von Valve selbst entwickelte Source-Engine. Mit dieser Engine wird es den Figuren ermöglicht, realistische Gesichtsanimationen und Bewegungsabläufe zu besitzen. Es werden insgesamt vierzig verschiedene Gesichtsmuskeln simuliert, um naturgetreue Gesichtsausdrücke erzeugen zu können. Die Computerfiguren können außerdem die Augen bewegen und dem Spieler mit dem Blick folgen. Auch die künstliche Intelligenz (KI) wurde in Source verbessert. Je nach Situation greifen die Gegner an oder ziehen sich zurück, umzingeln den Spieler und fallen ihm in den Rücken. Dabei koordinieren sie sich in Teams. Feindliche Soldaten geben sich teilweise sogar Feuerschutz und suchen hinter Wänden oder Gegenständen Deckung.
Die aus Max Payne 2 bekannte Havok-Physik-Engine kommt in einer modifizierten Version zum Einsatz. Sie ermöglicht, dass verschiedene Materialien sich in Sachen Gewicht, Härte, Reibung, Zerbrechlichkeit auch deutlich unterschiedlich und realistisch verhalten. Außerdem lässt die Physik-Engine Gegenstände noch realistischer fallen und ruft bei Treffern auf verschiedene Körperbereiche entsprechende Reaktionen hervor. Valve-Geschäftsführer Gabe Newell nannte dafür das Beispiel: „Wenn etwas aussieht wie Holz, dann hört es sich auch wie Holz an und zersplittert wie Holz, wenn es beschossen wird.“
Die Ladezeit ist bei älteren Rechnern etwas länger und somit nur auf High-End-PCs oder der Xbox 360 mit vergleichbar kurzen Ladezeiten wie bei Half-Life zu spielen. In der Xbox-Version entstehen bei größerer Gegneranzahl häufig „Ruckler“, die das Spielgeschehen verlangsamen und eine instabile Bildwiederholungsrate zur Folge haben.

## Ton und Synchronisation
Der Soundtrack stammt vom Musiker und Komponisten Kelly Bailey, der für Valve bis 2011 arbeitete und auch den Soundtrack für Portal und Portal 2 schrieb und an Counter-Strike: Global Offensive beteiligt war. Der Soundtrack von Half-Life 2, der den Großteil der Musik aus Half-Life 2 und viele Titel aus dem ursprünglichen Half-Life enthält, war in der Gold-Edition von Half-Life 2 enthalten und separat im Online-Shop von Valve erhältlich. Seit September 2014 ist er zudem kostenfrei im Steam-Shop verfügbar.
Der Protagonist Gordon Freeman bleibt das ganze Spiel über, wie schon im Vorgänger stumm. Valve und Gabe Newell sahen hierbei keinen Grund, dem Hauptcharakter eine Stimme zu geben, weswegen er auch in einem möglichen Half-Life 3 stumm bleiben wird. Michael Shapiro übernahm die Rolle des Barney und die des G-Man. Louis Gossett Jr. ist die Stimme der außerirdischen Vortigaunts.
Für die deutsche Synchronisation des Spiels wurden eher unbekanntere Synchronsprecher engagiert. Die Sprecherin von Dr. Mossman, Gertrude Thoma, ist vor allem bekannt für ihre Rolle als GLaDOS in der Portal-Reihe. Der bekannteste Sprecher dürfte jedoch Wolf Kahler sein, der internationale Bekanntheit durch seine Rolle als Oberst Dietrich in Steven Spielbergs Indiana Jones-Film Jäger des verlorenen Schatzes erreichte.
| Rolle                       | Englischer Sprecher | Deutscher Sprecher | Beschreibung                                                    |
| --------------------------- | ------------------- | ------------------ | --------------------------------------------------------------- |
| Dr. Gordon Freeman          | stumm               | stumm              | Protagonist, theoretischer Physiker                             |
| Alyx Vance                  | Merle Dandridge     | Britta Gartner     | Deuteragonist, Widerstandsführerin und Tochter von Eli Vance    |
| Eli Vance                   | Robert Guillaume    | Werner Kastor      | Physiker, Widerstandskämpfer und Vater von Alyx                 |
| Barney Calhoun              | Michael Shapiro     | Erich Redman       | Sicherheitsmann und guter Freund von Freeman                    |
| G-Man                       | Michael Shapiro     | Fernando Tiberini  | Unbekannte Spezies, besitzt übernatürliche Fähigkeiten          |
| Dr. Isaac Kleiner           | Harry S. Robins     | Walter Bohnacker   | Wissenschaftler und ehemaliger Dozent von Freeman               |
| Dr. Judith Mossman          | Michelle Forbes     | Gertrude Thoma     | Wissenschaftlerin und Widerstandskämpferin                      |
| Dr. Wallace Breen           | Robert Culp         | Wolf Kahler        | Antagonist, Administrator der Erde                              |
| Bruder Grigori              | Jim French          | Stephan Boje       | Priester, der im Ravenholm-Kapitel auftaucht                    |
| Vortigaunts (Außerirdische) | Louis Gossett Jr.   | Stephan Grothgar   | Widerstandskämpfer gegen die Combine, Verbündete der Menschheit |

## Arcade-Version

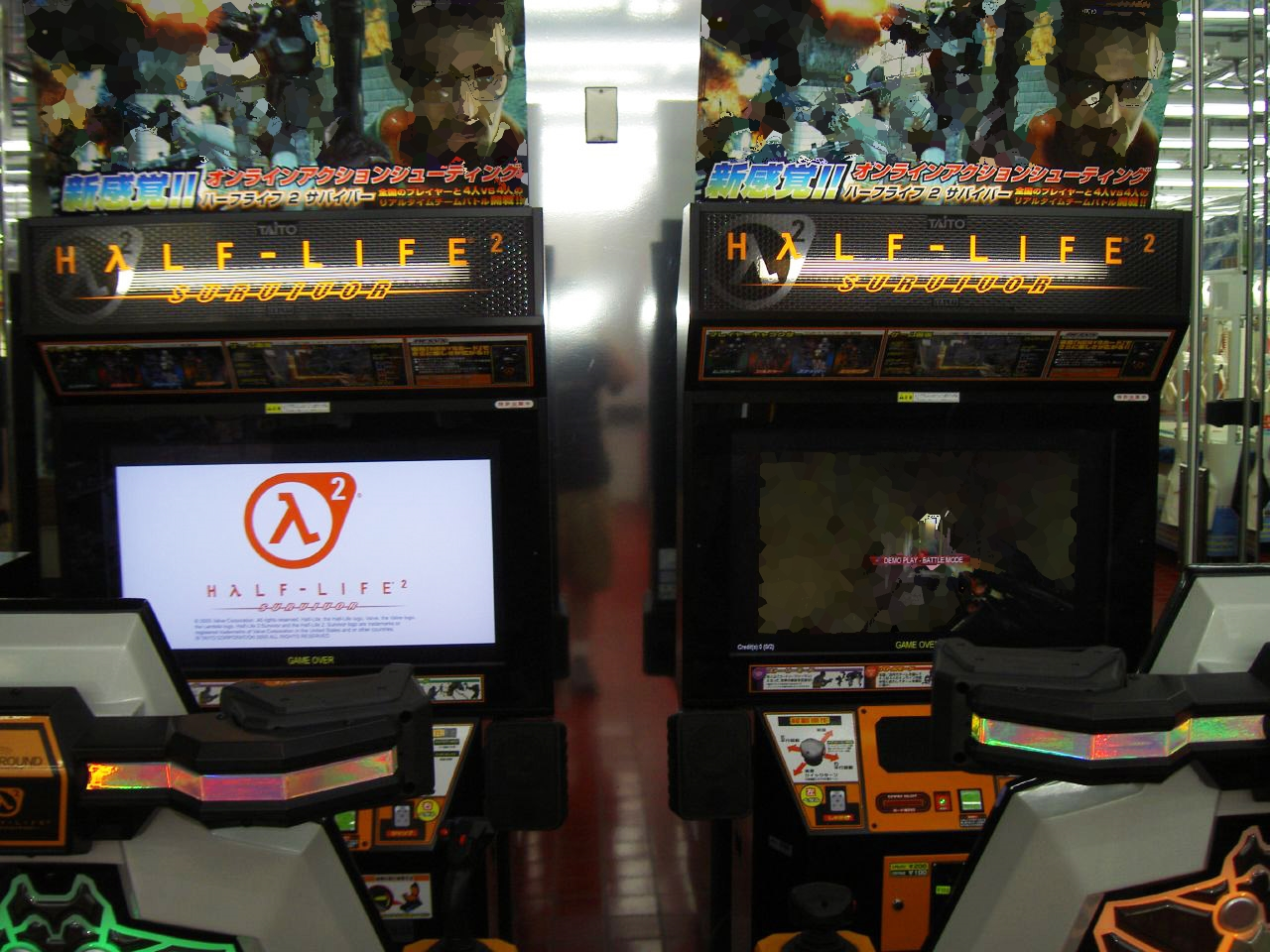
Zwei Half-Life-2-Survivor-Arcade-Automaten in einer japanischen Spielhalle

Der japanische Spieleentwickler Taito entwickelte extra für Spielhallen Half-Life 2: Survivor, eine Arcade-Umsetzung des Hauptspiels für den japanischen Markt. Die Arcade-Automaten wurden von Taito im November 2005 angekündigt und kamen im Juni 2006 auf den Markt. Neben einer als Deluxe Version beworbene Ausführung des Arcade-Automaten mit einem eingebauten Sitz und 5.1 Mehrkanal-Tonsystem gab es auch eine kompaktere Version ohne diese beiden Funktionen. Der Spieler kann sich mit zwei Joysticks bewegen und zielen sowie mit zwei Pedalen ducken und kriechen.
Neben einer für den japanischen Markt angepassten Fassung des Einzelspielermodus konnten die Automaten auch per Netzwerk verbunden werden, um gegeneinander in einem klassenbasierten Deathmatch-Modus oder miteinander in einem Koop-Modus zu spielen. Der Deathmatch-Modus kann mit zwei Teams zu je vier Spielern gegeneinander gespielt werden, während der Koop-Modus auf maximal vier Spieler begrenzt ist. Im November 2007 wurde Half-Life 2: Survivor auf Version 2.0 aktualisiert, die neue Klassen, Waffen und Mehrspielerkarten zum Spiel hinzufügte.
Den Spielern war es möglich, mithilfe einer Speicherkarte ihren Spielfortschritt und den im Mehrspielermodus veränderbaren Spielcharakter auf einem Server abzuspeichern. Am 1. Januar 2010 wurde dieser Dienst eingestellt.

## Lost Coast
Am 28. Oktober 2005 wurde über Steam die spielbare Technologiedemo Half-Life 2: Lost Coast veröffentlicht. Die Demo zeigt das neu in die Source-Engine implementierte High-Dynamic-Range-Rendering-Verfahren (HDRR), das realistische Lichteffekte im Spiel ermöglicht. Das spielbare Level, das den Spieler rund 20 Minuten beschäftigen soll, sollte ursprünglich ein Abschnitt im Hauptspiel sein und zwischen den Kapiteln Highway 17 und Sandlöcher liegen. Im Laufe der Entwicklung wurde das Level jedoch aus dem Hauptspiel entfernt und für die Technologiedemo wiederverwendet.
Für Half-Life 2: Lost Coast benötigt der Spieler mindestens eine Nvidia GeForce 6xxx oder 7xxx, beziehungsweise eine gleichwertige ATI Radeon (ab 9xxx), sowie 1 GB Arbeitsspeicher und einen Prozessor mit 2,2 GHz Taktfrequenz. Da die Source-Engine die komplette Szene in einem Durchgang rendert und damit kein Blending nötig ist sowie das Tone Mapping gleich im Shader erfolgen kann, ist HDR-Rendering auch schon auf SM-2.0-Grafikkarten möglich. Während des gesamten Levels kann der Spieler optional Kommentare der Entwickler einblenden. In diesen Kommentaren werden die Möglichkeiten der HDRR-Technologie anhand von Beispielen erklärt.

## Rezeption

### Kritik
Half-Life 2 wurde von Kritikern und Redakteuren der marktführenden Print-Magazine größtenteils positiv beurteilt. Als Stärken des Spiels werden der abwechslungsreiche Spielablauf und die glaubwürdige Inszenierung der Spielwelt genannt. Des Weiteren werden die Grafik- und die Physikengine als positive Aspekte des Spiels hervorgehoben. Auf der negativen Seite stehen meistens kleinere Mängel wie Logikfehler in der Haupthandlung.
Mit einem Metascore von 96 Punkten belegt Half-Life 2 den zweiten Platz in der Rangliste der bestbewerteten Computerspiele aller Zeiten nach Metacritic. Auch bei deutschsprachigen Fachmagazinen erzielte das Spiel hohe Wertungen. So bekam es von GameStar mit 93 Punkten die zum Testzeitpunkt höchste Wertung, die je für ein Action-Spiel vergeben wurde. Die PC Games bewertete Half-Life 2 mit 96 %, die höchste Wertung seit Wing Commander 3 (1995).
Negativ beurteilt wurde die Praxis, dass man das Spiel nach der Installation online über Steam registrieren und mit zusätzlich heruntergeladenen Daten freischalten muss, bevor das Spiel anwählbar ist. Das war für ein Einzelspieler-Spiel bisher noch nie der Fall gewesen und führte insbesondere für Modem-Besitzer zu langwierigen und kostenintensiven Aktualisierungsprozessen. Valve und Vivendi Universal wurden deswegen vom Verbraucherzentrale Bundesverband abgemahnt. Auch viele PC-Spielezeitschriften (darunter PC Games und GameStar) konnten erst nach dem Erscheinen auf diesen Umstand hinweisen, da Half-Life 2 erst kurz vor Redaktionsschluss der Magazine veröffentlicht wurde.
Viele Käufer beschwerten sich anfangs auch über die unzureichende Zahlungsmethode beim Kauf eines Spiels über Steam. Die dort angebotenen Spiele konnten nur mit einer Kreditkarte bezahlt werden. Seit August 2006 kann man auch durch PayPal zahlen und das Lastschriftverfahren nutzen.
Ein weiterer Kritikpunkt ist die Ausstattung der Spielbox – sie enthält lediglich die Spiel-DVD und einen Zettel mit den wichtigsten Tastaturbelegungen, kein umfangreicheres Handbuch. Nach Aussage von Valve geschah dies, um die Steam-Kunden gegenüber den Käufern der Laden-Version nicht zu benachteiligen. Es ist ein separater Strategy-Guide erhältlich.

„Auf dieses Spiel haben die Fans von Action-Games lange gewartet – so lange, dass die hohen Erwartungen eigentlich nur enttäuscht werden können. Doch Half-Life 2 erfüllt alle Versprechungen einer spannenden Handlung und einer atemberaubenden Grafik. Die Computerspielpresse überschlägt sich mit ihren Bewertungen.“

„Half-Life 2 ist ein brillant gestaltetes Spiel, ein Erlebnis aller erster Güte. Wer damit anfängt, kann sich für die folgenden Tage gleich mal verabschieden – ihr werdet in einen unwiderstehlichen Bann gezogen. Aber: Half-Life 2 wirft euch auch Steine in den Weg. Die Probleme mit der Bildrate bremsen das Spiel in vielen Abschnitten aus und machen manche Schusswechsel zur Geduldsprobe. Deshalb solltet ihr es auf jeden Fall kurz anspielen: Wenn euch die Technik auch nach den ersten fünf Minuten nichts ausmacht, werdet ihr mit Half-Life 2 einen Heidenspaß haben – garantiert!“

„Meine Erwartungshaltung wirkte unerreichbar hoch, doch das Endprodukt hat sie locker übertroffen. Half-Life 2 setzt nicht nur neue Standards für Grafiktechnik und Physik. Mit welcher Liebe zum Detail bereits in den ersten Minuten eine Hochspannung aufgebaut wird, ist das reinste Lehrstück. Dazu kommen menschelnde Charaktere, die so glaubwürdig wirken, dass man sie am liebsten zum Kaffee einladen würde.“

Eine kritischere Besprechung sieht in den positiven Berichten vor allem eine Folge des um das Spiel veranstalteten Medienrummels:

„Von den vielen Vorschusslorbeeren und Möglichkeiten, die das Spiel bieten sollte, ist nicht viel übrig geblieben und damit ist es definitiv eines nicht: ‚Der beste Shooter aller Zeiten‘, wie viele andere Publikationen es propagieren. (…) Es gibt eigentlich nichts, was man nicht schon in anderen Games in ähnlicher Form erlebt hat und andere bieten da als ‚geschnürtes‘ Gesamtpaket einfach ein wenig mehr.“

#### Retrospektiv
Destructoid platzierte Half-Life 2 in einer Aufstellung der „zehn besten Spiele von Valve“ 2023 auf dem ersten Platz. Das Spiel habe insgesamt die beste Grafik seiner Zeit geboten sowie erstmals Physik-Rätsel fest in das Gameplay integriert, was andere Videospiele bis heute maßgeblich beeinflusse, wie beispielsweise The Legend of Zelda: Tears of the Kingdom. Die Einzelspielererfahrung von Half-Life 2 gehöre zu den fesselndsten aller Computerspiele. In der gleichen Aufstellung landete der erste Serieneintrag von 1998 auf Platz 3, während Half-Life: Alyx den neunten erreichte. Half-Life 2 belegte 2023 den dritten Platz auf der Liste der „besten PC-Spiele aller Zeiten“ von Rock Paper Shotgun.

### Auszeichnungen
Half-Life 2 gewann zahlreiche Auszeichnungen und wurde nach Herstellerangaben weltweit von über 35 Organisationen zum „Spiel des Jahres“ gekürt.
Bereits vor Veröffentlichung erhielt es auf der E3 2003 vier Game Critics Awards in den Kategorien:
- Bestes Spiel der Messe
- Bestes PC-Spiel
- Bestes Actionspiel
- Spezialpreis für Grafik, Sound oder Innovation

Bei den Spike Video Game Awards musste es sich 2004 in der Kategorie Spiel des Jahres zwar Grand Theft Auto: San Andreas geschlagen geben, gewann aber in den Kategorien:
- Bestes PC-Spiel
- Beste Grafik

Half-Life 2 wurde im Jahr 2005 mit neun Interactive Achievement Awards in folgenden Kategorien ausgezeichnet:
- Spiel des Jahres
- Bestes PC-Spiel
- Bestes Actionspiel aus der First-Person-Perspektive
- Bestes Gameplay
- Beste Animationen
- Art Direction
- Beste Synchronisation (Robert Guillaume als Dr. Eli Vance)
- Visual Engineering
- Beste Innovation (PC-Spiel)

Im selben Jahr gewann es bei den British Academy Video Games Awards sechs Preise:
- Spiel des Jahres
- Bestes PC-Spiel
- Bestes Actionspiel
- Beste Animationen
- Beste Art Direction
- Bester Online-Mehrspielermodus

2005 wurde Half-Life 2 bei den Game Developers Choice Awards in vier Kategorien ausgezeichnet:
- Spiel des Jahres
- Technik
- Narration
- Charakterdesign

Für die Art Direction gewann es 2005 zudem den Visual Effects Society Award.
Bei den Spike Video Game Awards wurde Half-Life 2 2012 zum „Spiel des Jahrzehnts“ gewählt.

### Verkaufszahlen
Im November 2008 veröffentlichte Valve erstmals offizielle Verkaufszahlen von Half-Life 2. Nach Herstellerangaben wurden demnach 6,5 Millionen Exemplare des Spiels verkauft, die Orange Box, welche neben Half-Life 2 auch Episode One, Episode Two, Portal und Team Fortress 2 enthält, verkaufte sich 3 Millionen Mal. Allerdings beziehen sich die Zahlen ausschließlich auf den Retail-Absatz, Verkaufszahlen von Steam sind nicht inbegriffen. Vivendi Universal verkündete im Januar 2005 zudem, dass weltweit bereits in den ersten zwei Monaten 1,7 Millionen Half-Life-2-Exemplare im Einzelhandel verkauft worden sind. Die Anzahl der Schwarzkopien von Half-Life 2 ist nicht bekannt, jedoch wurden noch im Veröffentlichungsjahr ungefähr 50.000 Konten der damals neuen Vertriebsplattform Steam wegen Produktpiraterie von Valve gesperrt.
Im Geschäftsjahr 2004 erzielte Valve einen Gewinn von 55 Millionen und 2005 von 70 Millionen US-Dollar. Das Softwareunternehmen erreichte seit 2005 außerdem eine Umsatzrendite von über 80 % bei heruntergeladenen Spielen per Steam und eine Gewinnmarge von 36 % bei den im Einzelhandel erhältlichen Exemplaren. Als über vier Millionen Mal verkauftes Hauptprodukt von Valve hatte Half-Life 2 großteils zu den oben genannten Daten beigetragen, genaue Zahlen wurden jedoch nicht bekannt gegeben.
Fast alle Mitarbeiter die an Half-Life mitgewirkt haben, sind noch heute bei Valve angestellt. Im Verlauf des Entwicklungs- und Verkaufsprozesses von Half-Life 2 stieg die Anzahl der Angestellten des Softwareunternehmens von 84 auf über 100 an. Dabei erhielten auch die Entwickler von Counter-Strike Arbeitsplätze bei Valve, damit diese für das Unternehmen die neue Version Counter-Strike: Source erstellen konnten.
Half-Life 2 erhielt ein breites Medienecho. Selbst renommierte Printmedien wie die New York Times und der Stern setzten sich mit dem Spiel auseinander.

### Modifikationen
Durch das von Valve herausgegebene Software Development Kit (SDK) und dem darin enthaltenen Hammer Editor wurden laut Gabe Newell, im Jahr 2005, über fünfhundert Mods für Half-Life 2 von Fans entwickelt. Ein Entwickler muss 200.000 US-Dollar plus Lizenzgebühr an Valve bezahlen, wenn er die jeweilige Mod zum Verkauf anbietet.
Im September 2012 wurde die kostenlose Mod Black Mesa veröffentlicht, die ein Remake von Half-Life in der aktuellen Spiel-Engine von Half-Life 2 darstellt. Diese entwickelte sich zu einem Early-Access-Third-Party-Half-Life-Titel, der auf Steam erhältlich ist.

### Merchandising
Mit der Veröffentlichung von Half-Life 2 kamen hauptsächlich Textilien wie T-Shirts, Pullover und Baseballmützen auf den Markt. Des Weiteren wurde eine limitierte Auflage von Mauspads hergestellt. Mit Raising The Bar wurde zudem ein Buch über die Entwicklung von Half-Life 2 veröffentlicht. Zunächst waren die Produkte nur in den USA erhältlich, weshalb Interessenten aus anderen Ländern die Ware importieren mussten. Mittlerweile hat Valve offiziell lizenzierte Partner in Europa, die Merchandising-Artikel produzieren und verkaufen.
Weitere Artikel werden als Lockmittel für den Kauf einer Half-Life-2-Kollektion oder höherwertiger Steam-Konten genutzt. Nutzer, die sich beispielsweise ein 105,63 € teures Goldpack kaufen, erhalten einen Goldaccount für Steam und bekommen ein Goldpaket zugeschickt, in dem neben den herkömmlichen Merchandising-Artikeln drei Poster sowie Aufkleber und der Soundtrack zum Spiel enthalten sind.